# Regimentul de grenadieri călare din Garda Imperială

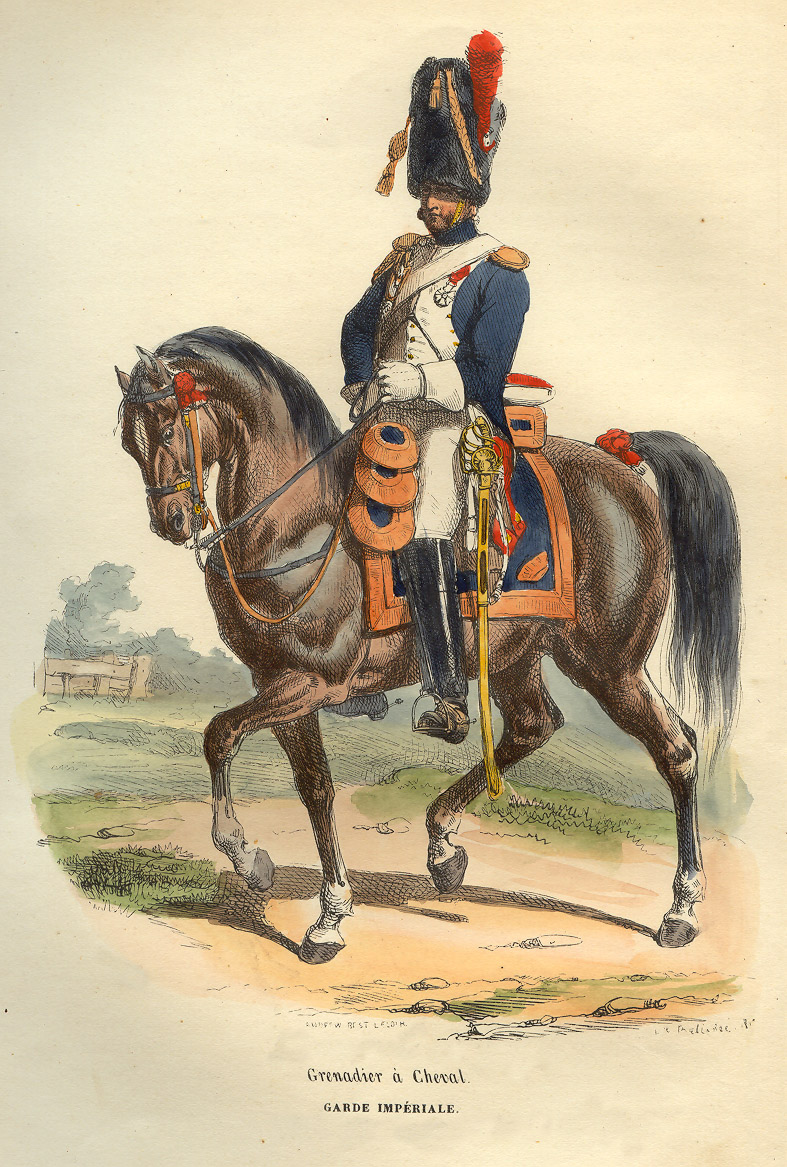
Grenadier Călare de Bellange

Grenadierii Călare (în franceză Les Grenadiers à Cheval) formau, împreună cu „Jandarmii de Elită”, apoi cu „Dragonii Împărătesei”, cavaleria grea a Gărzii imperiale franceze în timpul Primului Imperiu Francez (1804-1814/1815). Erau supranumți „Caii negri ai lui Bessières”. Denumirea de „grenadieri” ținea mai mult de tradiție, deoarece grenadierii de la începutul secolului al XIX-lea nu mai foloseau în realitate grenade.

## Uniforme și armament
Grenadierii călare purtau uniforme similare cu cele ale grenadierilor pedeștri din Garda Imperială: bonete înalte din blană de urs brun (trompetiștii purtau bonete albe) lipsite de placa aurie decorativă care orna bonetele Grenadierilor pedeștri, cămăși albe cu albastru, epoleți aurii, pantaloni albi și cizme negre. Călareau cai masivi, de rasă, de regulă de culoare neagră (bai brun) sau maron (alezan foncé). Arma principală a grenadierilor călare era o sabie cu gardă lată, ușor curbată. Aceasta era diferită de sabia scurtă curbată, cu lama lată, pe care o foloseau Vânătorii Călare. Armamentul grenadierilor mai cuprindea o pereche de pistoale și o pușcă cu baionetă, pe care însă o foloseau rareori. Masivitatea cailor și a călăreților, lungimea săbiilor și mai ales experiența făceau din „grenadierii călare” cea mai de temut cavalerie a vremii.

## Scurt istoric

Ilustrare 3D a unei companii de Grenadieri Călare

Unitatea Grenadierilor Călare a luat naștere în același an cu Imperiul (1804), fiind creată din cavaleria Gărzii Primului Consul, cea care s-a ilustrat în bătălia de la la Marengo (1800). Condițiile de admitere în această unitate de elită erau stricte: o carieră militară exemplară din punct de vedere disciplinar, 12 ani de serviciu militar și o înălțime minimă de 1,76 m.

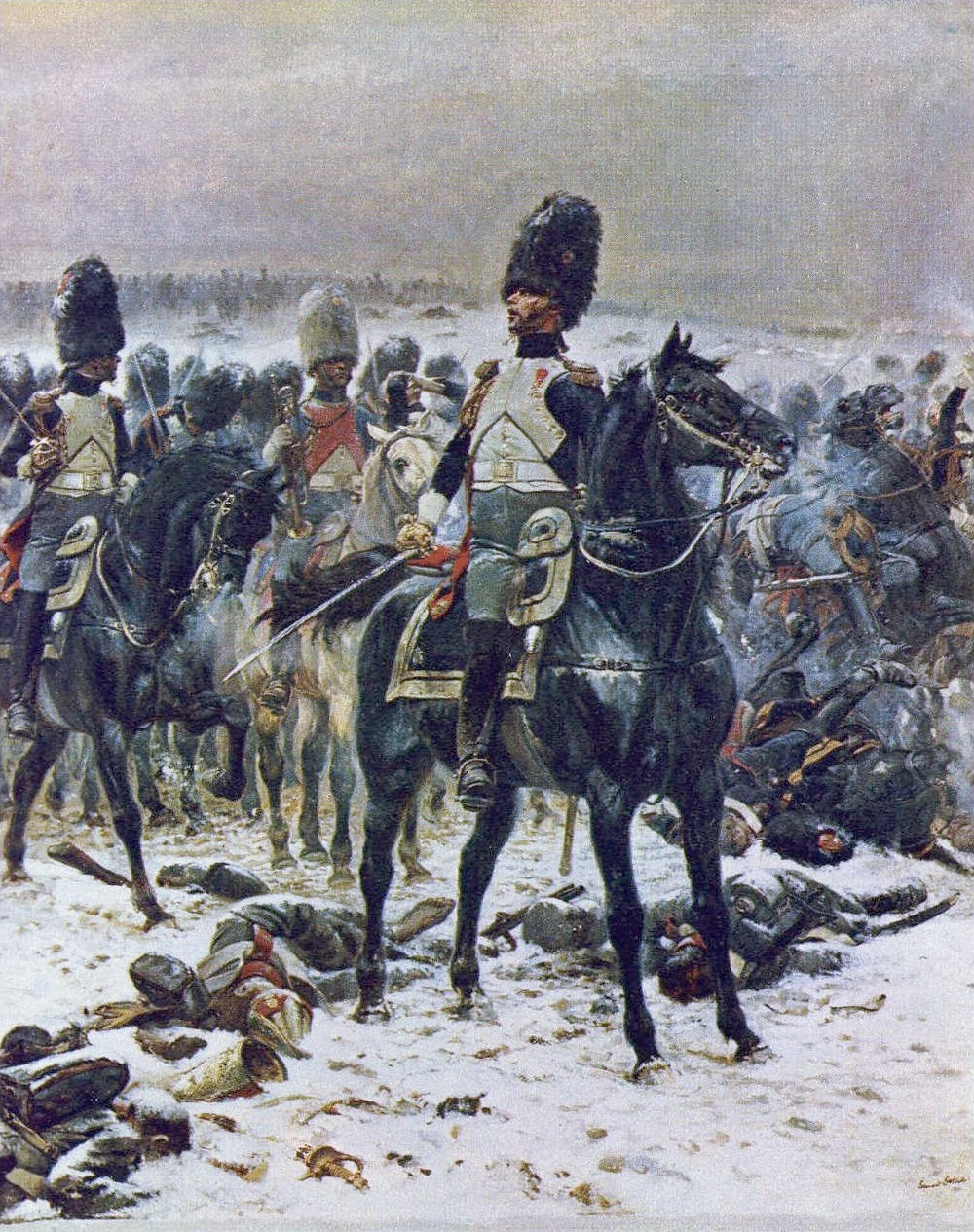
Colonelul Lepic şi Grenadierii Călare la Eylau

De-a lungul istoriei sale, regimentele Grenadierilor Călare au beneficiat de comandanți de valoare - Michel Ordener, Frédéric Henri Walther sau Claude Étienne Guyot - și s-a ilustrat prin șarjele sale devastatoare, care deseori contribuiau decisiv la obținerea victoriei.
În 1805, la bătălia de la Austerlitz, Grenadierii Călare au șarjat împreună cu escadronul de Vânători Călare și Mameluci al generalului Rapp și a respins cavaleria Gărzii ruse care amenința să oprească inaintarea diviziei generalului Vandamme. 
Al doilea moment important a fost bătălia de la Eylau, în 1807. Grenadierii Călare au fost chemați din nou să restabilească o situație periculoasă și au participat la cea mai mare șarjă de cavaleri din istorie, când Mareșalul Murat a aruncat în luptă întreaga sa cavalerie (12000 de oameni). Deși au fost expuși focului mitraliilor inamice iar în urma șarjei a ajuns într-o poziție foarte periculoasă, fiind încercuți de cazaci, Grenadierii Călare au reușit să se degajeze și au spulberat 3 linii de infanterie rusă, suferind pierderi minime.

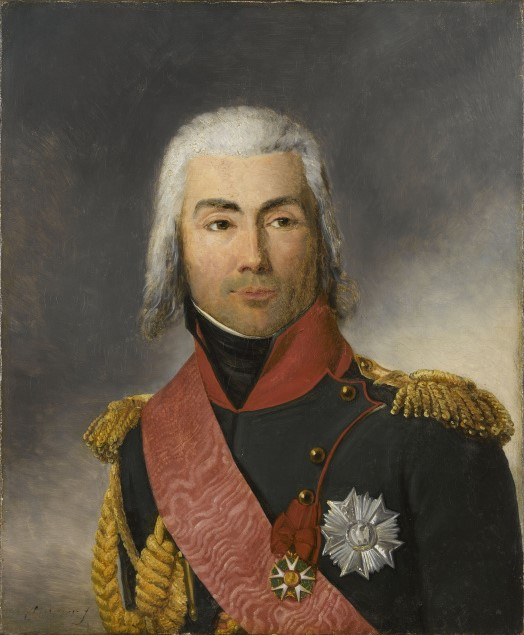
Mareşalul Bessières, comandant al cavaleriei Gărzii

În timpul campaniei din Spania, Grenadierii Călare nu au fost folosiți eficient, din cauza rivalității dintre comandantul lor, mareșalul Jean-Baptiste Bessières și comandantul armantei din Portugalia, mareșalul André Masséna.
La Waterloo, în 1815, Grenadierii Călare constituiau rezerva de cavalerie a Marii Armate, totuși, din cauza unei neînțelegeri, au atacat împreună cu cuirasierii, dragonii și lăncierii, în timpul celei de-a doua șarje a Mareșalului Ney, fără a obține vreun rezultat notabil. 
Epopeea napoleoniană încheindu-se după bătălia de la Waterloo și Franța revenind la monarhia Bourbonilor, regimentele de Grenadieri Călare au fost desființate și transformat într-un corp de cuirasieri, cunoscându-se loialitatea feroce pe care Garda o păstra pentru Împărat.